# 瑞典國際廣播電台
瑞典國際廣播電台（瑞典語：Sveriges Radio International，英語：Radio Sweden）是瑞典廣播電台一條於1938年開播的國際電台頻道，以瑞典周邊國家語言以及外來移民所操母語播放各類節目。這條頻道後來在2010年10月20日取消其短波和中波廣播服務，改為使用瑞典電視台的衛星設備與世界廣播網來傳輸訊號。